# 湯川鶴章
湯川 鶴章（ゆかわ つるあき、1958年（昭和33年） - ）は、日本のITジャーナリスト。時事通信社元編集委員で、同社公認ブログ「湯川鶴章のIT潮流」を執筆していた。2009年で退社後は「TechWave」初代編集長、TheWave湯川塾・塾長を務めた。ニューズウィーク日本版でもコラムを持つ。

## 略歴
和歌山県に生まれる。大阪の高校を卒業後、渡米。カリフォルニア州立大学サンフランシスコ校経済学部卒業。サンフランシスコの地元紙記者を経て、時事通信社米国法人に入社。2000年（平成12年）5月、時事通信社編集委員に就任。国際大学GLOCOMのフェローを兼任。2009年（平成21年）12月末をもって時事通信社を退社。2010年（平成22年）1月より、ネットメディアとして「TechWave」を開設し編集長に就任。2013年から編集長を降り、学習コミュニティTheWave代表、TheWave湯川塾・塾長として活動する。

## 著書

### 単著
- 『ブログがジャーナリズムを変える』NTT出版、2006年、ISBN 978-4757101944
- 『ウェブを進化させる人たち』翔泳社、2007年、ISBN 978-4798113692
- 『爆発するソーシャルメディア』ソフトバンククリエイティブ、2007年、ISBN 978-4797340181
- 『次世代マーケティングプラットフォーム』ソフトバンククリエイティブ、2008年、ISBN 978-4797348842
- 『iPad英語学習法』CCCメディアハウス、2010年、ISBN 978-4484102238
- 『未来予測 ITの次に見える未来、価値観の激変と直感への回帰』SpikyWave、2013年[6]
- 『ロボット、人工知能、人の心。』SpikyWave、2015年[7]

### 共著
- 『ネットは新聞を殺すのか』NTT出版、2003年、ISBN 978-4757101104
- 『情報セキュリティで企業は守れるのか』NTT出版、2005年、ISBN 978-4757101531
- 『ブログジャーナリズム』野良舎、2005年、ISBN 978-4903214009
- 『サイバージャーナリズム論』ソフトバンククリエイティブ、2007年、ISBN 978-4797342406
- 『次世代広告テクノロジー』ソフトバンククリエイティブ、2007年、ISBN 978-4797340198
- 『閉塞感のある君へ。こっちへおいでよ。』アスキー・メディアワークス、2013年、ISBN 978-4048910729